# نمایشگاه

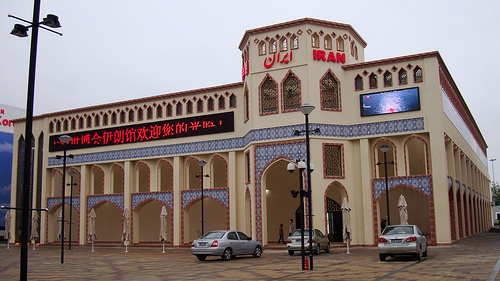
پاویون ایران در نمایشگاه اکسپو ۲۰۱۰ در شهر شانگهای

نمایشگاه جایگاهی است که در آن ارائه کنندگان و بازدیدکنندگان می‌توانند با کنش‌های سازمان یافته و هماهنگ به داد و ستد کالاها، خدمات و اطلاعات بپردازند. نمایشگاه جایی است که عرضه‌کنندگان و بازدیدکنندگان با هم روبرو می‌شوند. نمایشگاه جایگاه شناساندن یک ایده نوین یا جای داد و ستد اطلاعات، نوآوریها، نوآفرینی‌ها و اختراع هاست.

## تاریخچه نمایشگاه

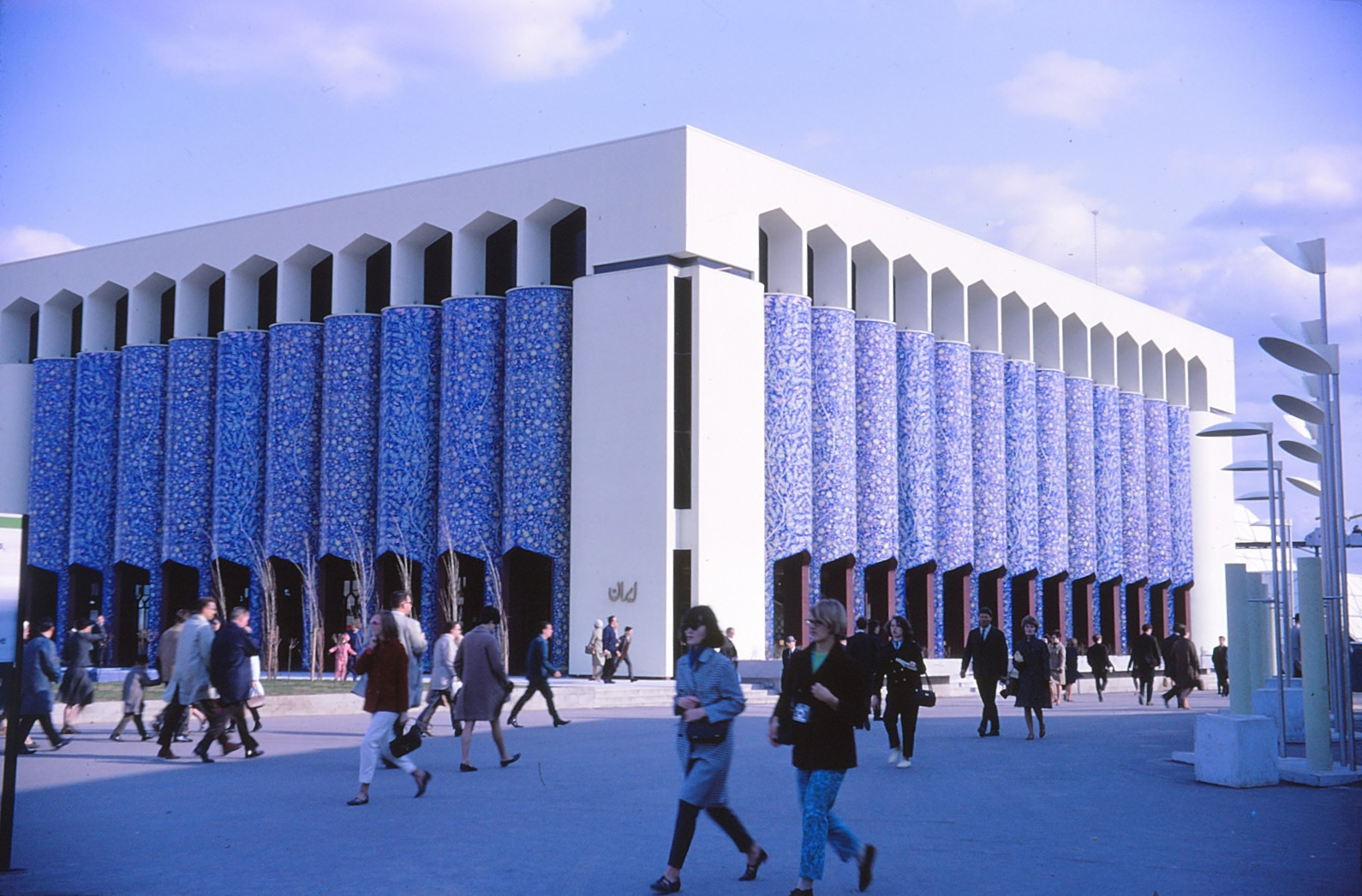
پاویون ایران در نمایشگاه اکسپو ۶۷ در شهر مونترال سال ۱۹۶۷

تاریخ نمایشگاه‌ها با تاریخ بازرگانی و داد و ستد بشر در پیوند است. بازارهای مکاره از ۶۰۰۰ سال پیش وجود داشته‌است. فنیقیها به عنوان بزرگ‌ترین بازرگانان زمان خود نخستین نمایشگاه‌ها را در ۲۸۰۰ سال پیش از میلاد برپا کردند. فنیقی‌ها کالاهای جورواجور خود را با کشتی به سرزمین‌های دیگر می‌برند و در آنجا به نمایش می‌گذاشتند. با دگرگونی‌های دوران نوزایی و انقلاب صنعتی نیز رفته رفته نمایشگاه‌ها بهتر و بهتر برگزار شدند و به گونه رویدادهای فصلی، محلی، منطقه‌ای و جهانی خودنمایی کرد. در سال ۱۸۳۰ نمایشگاه جهانی در شهر پاریس برگزار شد که از کشورهای مختلف چهار گوشه جهان در آن شرکت کردند و در این نمایشگاه مهندس ایفل باپرچ (برج ایفل) را در میانه نمایشگاه برای نمایش قدرت و پیشرفت صنعتی فرانسه به جهانیان معرفی کرد. در سال ۱۸۷۹ میلادی در شهر سیدنی استرالیا و در سال ۱۸۸۰ میلادی در شهر ملبورن نمایشگاه جهانی برپا شد. در آن زمان از عمر شهر ملبورن فقط پنجاه سال گذشته بود. از این دو نمایشگاه ۴ میلیون نفر دیدن کردند که برای کشور جوانی مانند استرالیا رقمی بسیار موفقیت‌آمیز بود. در سال‌های دیگر نمایشگاه‌های متعدد دیگری نیز بر پا شدند که از جمله آنان می‌توان به نمایشگاه جهانی در کشور ایران، آمریکا، انگلیس، ژاپن و غیره … اشاره کرد.

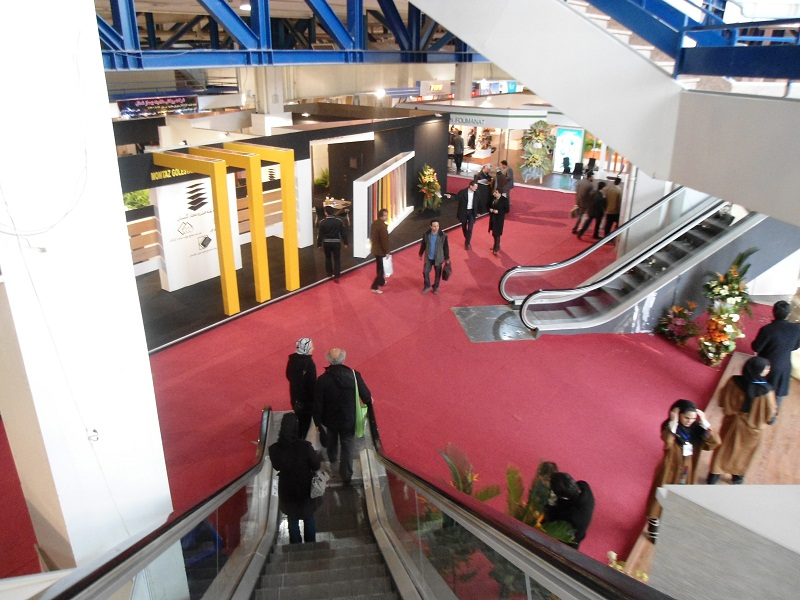
نمای داخل سالن خلیج فارس در نمایشگاه بین‌المللی تهران

در ایران نیز بیشترین نمایشگاه‌های سده‌های گذشته در کنار بندرهای بزرگ یا شهرهای بزرگ که بر سر راه کاروان‌ها جای گرفته بودند برگزار می‌شدند. جدا از بندر و شهرهای بزرگ، در مسیر راه‌های بازرگانی همچون، کریدور شمال جنوب مرکز ایران، جاده ابریشم که از ایران گذر می‌کرد نیز نمایشگاه بر پا می‌شد. در دوره صفویان بازاری به سبک نمایشگاه در یزد و اصفهان شکل گرفت، در دوره قاجار به کوشش عباس میرزا نمایشگاه بزرگی در تبریز برپا شد که در آن ساخته‌های ایران به نمایش درآمد، در این نمایشگاه بازرگانانی از روسیه و عثمانی نیز حضور داشتند. شرکت ایران در نمایشگاه‌های خارج از کشور برای نخستین بار در سال ۱۸۵۱ در نمایشگاه کاخ بلورین لندن رخ داد. بر می‌گردد که با فراخوان امیر کبیر صنعتگران در این نمایشگاه شرکت و کالاهای ایران از جمله پارچه‌های قلمکار، فرش و صنایع دستی، کاشی و انواع خشکبار را به نمایش گذاشتند. در سال ۱۳۴۳ قانون تشکیل شرکت سهامی نمایشگاه‌های بین‌المللی تصویب و در سال ۱۳۴۸ نمایشگاه بین‌المللی آسیایی با مشارکت ۳۳ کشور در تهران برگزار شد. بعد از برگزاری سه نمایشگاه آسیایی در سال ۱۳۵۲ نخستین نمایشگاه بین‌المللی تهران برپا شد که تا سال ۱۳۷۹ بیست و شش نمایشگاه بین‌المللی بازرگانی در تهران برگزار شده بود و از سال ۱۳۸۰ به صورت تخصصی برگزار می‌شود. از سال ۱۳۸۵ نمایشگاه بین‌المللی منطقه یزد، در کریدور شمال جنوب کشور، تأسیس گردید. در حال حاضر ۱۰۸عنوان نمایشگاه تخصصی در ۴۳ رویداد سالانه در ۳سالن این نمایشگاه به متراژ ۱۲٫۰۰۰ متر مربع برگزار می‌گردد.

## تاریخچه نمایشگاه های تجاری و بین المللی در ایران
نمایشگاه بین المللی تهران برای اولین بار در سال 1964 (1343 هجری شمسی) آغاز به کار کرد. هدف اصلی از برگزاری این نمایشگاه، ایجاد فضایی برای تبادل فناوری، معرفی محصولات و خدمات جدید، و همکاری‌های تجاری در بازارهای جهانی بود.
با گذشت زمان، این نمایشگاه رشد چشمگیری داشته و به یکی از مهم‌ترین رویدادهای تجاری منطقه تبدیل شده است. برگزاری نمایشگاه های تخصصی در حوزه های مختلف نظیر انرژی، صنایع غذایی، فناوری اطلاعات، و بهداشت و درمان، سبب شده است تا نمایشگاه تهران جایگاه ویژه‌ای در تقویم‌های تجاری جهانی پیدا کند.

## نمایشگاه‌های فناوری اطلاعات

### نمایشگاه جیتکس
جیتکس بزرگ‌ترین جشنوارهٔ کامپیوتر و آی‌سی‌تی در خاورمیانه است که در دبی برگزار می‌شود. نمایشگاه فناوری اطلاعات و ارتباطات جیتکس از سال ۱۹۸۱ هر ساله در امارات متحده عربی و در شهر دوبی برگزار می‌شود و به گونه‌ای رشد و توسعه یافته تا بتواند یکی از تأثیرگذارترین رویدادهای مرتبط با فناوری روز دنیا باشد. سی و پنجمین دوره این نمایشگاه در تاریخ ۱۸ تا ۲۲ اکتبر ۲۰۱۵ (۲۶ تا ۳۰ مهر ماه ۱۳۹۴) برگزار شد. نمایندگانی از کشورهای مختلف جهان از قاره‌های آسیا، اروپا، آمریکا و آفریقا در نمایشگاه جهانی جیتکس به ارائه آخرین محصولات و دستاوردهای خود در مرکز تجارت جهانی دوبی پرداختند. محصولات ارائه شده در جیتکس در زمینه‌های گوناگون نظیر مراکز داده، وسایل هوایی بدون سرنشین (پهپاد)، چاپ سه بعدی، ربات‌ها، تکنولوژی صوتی، لوازم جانبی، بازی‌های رایانه ای، سخت‌افزار و نرم‌افزار، خدمات اینترنت، خدمات فناوری و لپ تاپ به نمایش درآمد. از دیگر مزایای نمایشگاه جی تکس می‌توان به ایجاد ارتباطات قوی و مؤثر در صنعت فناوری اطلاعات و ارتباطات نام برد.

### نمایشگاه اینفوکام
اینفوکام آسیا تابع اینفوکام بین‌المللی منطقه اقیانوس آرام، یک تشکل تجاری بین‌المللی در صنایع فناوری اطلاعات و ارتباطات و همچنین صنعت حرفه‌ای صوتی و تصویری است که دارای ۵۰۰۰ عضو شامل تولیدکنندگان، طراحان سیستم، معامله گران، توزیع کنندگان، مشاوران مستقل، برنامه ریزان، شرکت‌های نمایشی و اجاره ای، مصرف‌کنندگان نهایی و رسانه‌های حرفه‌ای از بیش از ۸۰ کشور جهان می‌باشد. نمایشگاه تجاری اینفوکام یک نمایشگاه با بیشترین اختراعات نوآور و پیاپی در کل دنیا است که بخش آسیایی آن در سه حوزه چین، هند، خاورمیانه و آفریقا برگزار می‌شود و قرار است بخش خاورمیانه و آسیای آن در تاریخ ۱۶ تا ۱۸ آذرماه سال جاری در مرکز تجارت جهانی دوبی به نمایش عموم درآید. هر نمایشگاه شامل یک نمایشگاه تجاری و همایش می‌باشد که هردوی آن‌ها فعالان صنعت و همچنین تصمیم گیران نهایی را گرد هم می‌آورد.

## انواع نمایشگاه

نگارخانه خیابانی شهر بندرعباس

نمایشگاه‌ها بر پایه موضوع یا محل برگزاری به گونه زیر دسته‌بندی می‌شوند:
1. بازار (یا بازار مکاره)
2. نمایشگاه‌های محلی
3. نمایشگاه‌های منطقه ای
4. نمایشگاه‌های ملی
5. نمایشگاه‌های بین قاره ای
6. نمایشگاه‌های بین‌المللی عمومی
7. نمایشگاه بین‌المللی تخصصی
8. نمایشگاه‌های بین‌المللی اطلاعاتی
9. نمایشگاه‌های اختصاصی کشورها
10. نمایشگاه‌های اکسپو
11. نمایشگاه مجازی